# Kafue-Graumull
Der Kafue-Graumull (Fukomys kafuensis, Syn.: Cryptomys kafuensis) ist eine Art der Graumulle (Fukomys) innerhalb der Sandgräber (Bathyergidae), die vor allem an die unterirdische und grabende Lebensweise angepasst ist. Die Art kommt südlich der Sahara in Afrika vor und wurde bislang nur aus dem Kafue-Nationalpark bei Itezhi Tezhi in Sambia dokumentiert.

## Merkmale
Der Kafue-Graumull ist ein mittelgroßer Graumull und erreicht eine Kopf-Rumpf-Länge von 10,5 bis 12,9 Zentimetern bei den Männchen und 9,6 bis 11,5 Zentimetern bei den Weibchen. Das Gewicht beträgt 61 bis 125 Gramm, wobei die Männchen im Schnitt etwas schwerer sind. Der sehr kurze Schwanz wird etwa 13,5 bis 20,0 Millimeter lang, die Hinterfußlänge beträgt 20 bis 25 Millimeter. Ein ausgeprägter Sexualdimorphismus kommt nicht vor, die Weibchen und Männchen unterscheiden sich weder in Größe noch in Färbung. Die Rückenfärbung der Tiere ist abhängig vom Alter und Gewicht der Tiere. Die neugeborenen Jungtiere sind dunkel schiefergrau; die ausgewachsenen Tiere haben eine grau-braune bis ocker-goldbraune Färbung. Auf der Stirn besitzen die meisten Tiere einen wenig auffälligen und in der Form variablen weißen Fleck. Die Weibchen besitzen 2 Paar Zitzen im Brustbereich und eines in der Lende, insgesamt also 6 Zitzen.
Die Schädellänge beträgt 31,5 bis 35,6 Millimeter, und an der breitesten Stelle ist der Schädel 21,9 bis 26,0 Millimeter breit. Wie bei allen anderen Graumullen ist er kräftig gebaut, die Mahlzähne sind klein und einfach ausgebildet. Das Infraorbitalfenster (Foramen infraorbitale) ist bei dieser Art elliptisch und dünnwandig. Die oberen Schneidezähne sind nicht gefurcht.
Von dem nahe verwandten Ansells Graumull (Fukomys anselli) lässt sich der Kafue-Graumull nur schwer unterscheiden. Der Fleck am Kopf ist beim Kafue-Graumull weiß und deutlich ausgeprägt, während er bei Ansells Graumull kleiner und undeutlicher ist. Darüber hinaus unterscheiden sie sich anhand der Chromosomenzahl im Genom: Ansells Graumull hat 2n = 68 Chromosomen, der Kafue-Graumull 2n = 58 Chromosomen.

## Verbreitung
Der Kafue-Graumull ist endemisch in Sambia und wurde bislang nur im Kafue-Nationalpark um Itezhi Tezhi in der Südprovinz nachgewiesen. Dabei kommt er nur nördlich und östlich des Kafue und nicht in dessen direkter Umgebung vor.

## Lebensweise
Der Kafue-Graumull lebt im Grasland der Savannen und in landwirtschaftlichen Flächen mit einer durchschnittlichen Regenmenge von mehr als 787 Millimetern pro Jahr. Über die Biologie der Art liegen nur sehr wenige Angaben vor, sie entspricht jedoch wahrscheinlich der des nahe verwandten Ansells Graumull. Die Tiere leben wie andere Graumulle unterirdisch und sozial in Kolonien. Sie sind herbivor und ernähren sich von unterirdischen Knollen, Wurzeln und anderen Pflanzenteilen.
Fressfeinde, die sich auf den Kafue-Graumull spezialisiert haben, sind nicht bekannt und Ektoparasiten bislang nicht nachgewiesen. Unter den Endoparasit ist bislang nur ein Befall mit dem Bandwurm Inermicapsifer madagascariensis und einer weiteren unbestimmten Bandwurmart sowie dem  Fadenwurm Protospirura muricola bekannt.

## Systematik
Der Kafue-Graumull wird als eigenständige Art innerhalb der Gattung der Graumulle (Fukomys) eingeordnet, die aus zehn bis vierzehn Arten besteht. Die wissenschaftliche Erstbeschreibung stammt von einer Arbeitsgruppe um den Zoologen Hynek Burda aus dem Jahr 1999, die die Tiere von den „heißen Quellen“ im Kafue-Nationalpark um Itezhi Tezhi in der sambischen Südprovinz als Cryptomys kafuensis beschrieb. Die Tiere wurden bis zu ihrer Einordnung als eigenständige Art dem Afrikanischen Graumull (Cryptomys hottentotus (Lesson 1826)) zugeschlagen. 2006 wurde die Gattung Cryptomys anhand von molekularbiologischen Merkmalen in zwei Gattungen aufgetrennt, der Kafue-Graumull wurde dabei mit den meisten anderen Arten der neuen Gattung Fukomys zugeteilt, die Aufspaltung wird jedoch nicht allgemein angenommen.
Innerhalb der Art werden neben der Nominatform keine Unterarten unterschieden.

## Status, Bedrohung und Schutz
Der Kafue-Graumull wird von der International Union for Conservation of Nature and Natural Resources (IUCN) als „gefährdet“ (vulnerable) eingeordnet. Begründet wird dies durch das begrenzte Verbreitungsgebiet mit einer Fläche von deutlich weniger als 20.000 km2 sowie den Rückgang ausgewachsener Individuen. Die Tiere kommen zudem in weniger als 10 regional voneinander getrennten Gebieten vor. Konkrete Bestandszahlen liegen nicht vor, im Kafue-Gebiet gilt die Art jedoch als regelmäßig vorkommend. Die Art steht unter einem starken Bejagungsdruck, da sie als Fleischquelle genutzt und zudem als Landwirtschaftsschädling betrachtet wird.

## Belege
1. 1 2 3 4 5 6 7 8 9 10  Nigel C. Bennett, Hynek Burda: Cryptomys kafuensis - Kafue Mole-Rat In: Jonathan Kingdon, David Happold, Michael Hoffmann, Thomas Butynski, Meredith Happold und Jan Kalina (Hrsg.): Mammals of Africa Volume III. Rodents, Hares and Rabbits. Bloomsbury, London 2013, S. 658; ISBN 978-1-4081-2253-2.
2. 1 2 3 4  Hynek Burda, J. Zima, Andreas Scharff, M. Macholan, Mathias Kawalika: The karyotypes of Cryptomys anselli sp. nova and Cryptomys kafuensis sp. nova: new species of the common mole-rat from Zambia (Rodentia, Bathyergidae). In: Zeitschrift für Säugetierkunde. Jg. 64, 1999, S. 36–50. (Volltext)
3. ↑  Colleen M. Ingram, Hynek Burda, Rodney L. Honeycutt: Molecular phylogenetics and taxonomy of the African mole-rats, genus Cryptomys and the new genus Coetomys Gray, 1864. Molecular Phylogenetics and Evolution 31 (3), 2004; S. 997–1014. doi:10.1016/j.ympev.2003.11.004
4. ↑  Dieter Kock, Colleen M. Ingram, Lawrence J. Frabotta, Rodney L. Honeycutt, Hynek Burda: On the nomenclature of Bathyergidae and Fukomys n. gen. (Mammalia: Rodentia). Zootaxa 1142, 2006; S. 51–55.
5. 1 2  R.L. Honeycutt: Kafue Mole-rat - Fukomys kafuensis. In: Don E. Wilson, T.E. Lacher, Jr., Russell A. Mittermeier (Herausgeber): Handbook of the Mammals of the World: Lagomorphs and Rodents 1. (HMW, Band 6), Lynx Edicions, Barcelona 2016; S. 369. ISBN 978-84-941892-3-4
6. 1 2  Cryptomys kafuensis. In: Don E. Wilson, DeeAnn M. Reeder (Hrsg.): Mammal Species of the World. A taxonomic and geographic Reference. 2 Bände. 3. Auflage. Johns Hopkins University Press, Baltimore MD 2005, ISBN 0-8018-8221-4.
7. 1 2 3  Fukomys kafuensis in der Roten Liste gefährdeter Arten der IUCN 2016.2. Eingestellt von: F.P.D. Cotterill, S. Maree, 2008. Abgerufen am 2. Oktober 2016.